# Svätuše
Svätuše es un municipio del distrito de Trebišov en la región de Košice, Eslovaquia, con una población estimada a final del año 2024 de 810 habitantes.
Se encuentra ubicado al este de la región, en la cuenca hidrográfica del río Ondava (afluente del río Bodrog que, a su vez, lo es del Tisza), y cerca de la frontera con la región de Prešov y Hungría.

## Demografía
| Año        | 1994 | 2004    | 2014    | 2024    |
| ---------- | ---- | ------- | ------- | ------- |
| Población  | 907  | 901     | 828     | 810     |
| Diferencia |      | −0,66 % | −8,10 % | −2,17 % |

| Año        | 2023 | 2024    |
| ---------- | ---- | ------- |
| Población  | 799  | 810     |
| Diferencia |      | +1,37 % |